# Viola pomposa
Die Viola pomposa ist ein Streichinstrument in Tenorlage. Bei der Vielfalt der Namen, die dem im 18. Jahrhundert entwickelten Instrument gegeben wurden, entsteht leicht Verwirrung. Möglicherweise handelt es sich dabei um verschiedene, aber einander ähnelnde Instrumente. So findet man je nach Sprachraum die Bezeichnungen Violino pomposo, Violoncello piccolo, Viola, Violoncello da spalla, Viola di collo, Fagottgeige oder Bassetto.

## Bauform und Spielweise
Das etwa 60 cm lange Instrument wird in Armhaltung oder an einem um den Hals hängenden Gurt gespielt. Es wurde vor allem in der Barockzeit genutzt. Die Verwendung des Gurtes deutet auf eine Verwendung als Bassinstrument in Prozessionen hin. Es hat im Gegensatz zur herkömmlichen Viola (Bratsche) oder Violoncello fünf Saiten. Die Saiten sind in Quintabständen gestimmt, und zwar in den Tönen C, G, d, a und e’.
Zeitgenössischen Berichten zufolge hat Johann Sebastian Bach beim Instrumentenbauer Johann Christian Hoffmann aus Leipzig solche Tenorgeigen bestellt, welche die baulichen und klanglichen Eigenschaften eines Violoncellos haben sollten. Bach hat Werke für dieses Instrument geschrieben, die heute zumeist mit dem Violoncello aufgeführt werden, damals aber bei Mangel geeigneter Musiker auch von geübten Geigern auf der Viola pomposa aufgeführt werden konnten.

## Herkunft
Der Violinist und Komponist Franz Benda (1709–1786) schrieb: „Dies Instrument ist wie ein Violoncell gestimmt, hat aber in der Höhe eine Sayte mehr, ist etwas größer als eine Bratsche, und wird mit einem Bande so befestiget, daß man es vor der Brust und auf dem Arme halten kann. Der selige Kapellmeister Herr Bach in Leipzig hat es erfunden.“
Johann Nikolaus Forkel (1748–1818) mutmaßte in seinem Musikalischen Almanach für das Jahr 1782, dass es sich bei der Viola pomposa um das von Bach in verschiedenen Werken eingesetzte Violoncello piccolo handelt.

Bachs Zeitgenosse Johann Gottfried Walther schrieb 1732 in seinem Musicalischen Lexicon unter dem Stichwort Violoncello: 

„Violoncello, die Bassa di Viola und Viola di Spala sind kleine Baß-Geigen, in Vergleichung der größeren mit 5, auch wohl mit 6 Saiten, worauf man leichtere Arbeit als auf den großen Maschinen allerhand geschwinde Sachen, Variationes und Manieren machen kan; insbesonderheit hat die Viola di Spala oder Schulter-Viole einen großen Effect beim Accompagnement, weil sie starck durchschneiden und die Töne rein exprimiren kann. Sie wird am Bande an der Brust befestigt, und gleichsam auf die rechte Schulter geworfen, hat also nichts, das ihren Resonanz im geringsten aufhält und verhindert …“

Noch 1914 verlangte Riccardo Zandonai in der Bühnenmusik zu seiner Oper Francesca da Rimini eine Viola pomposa.

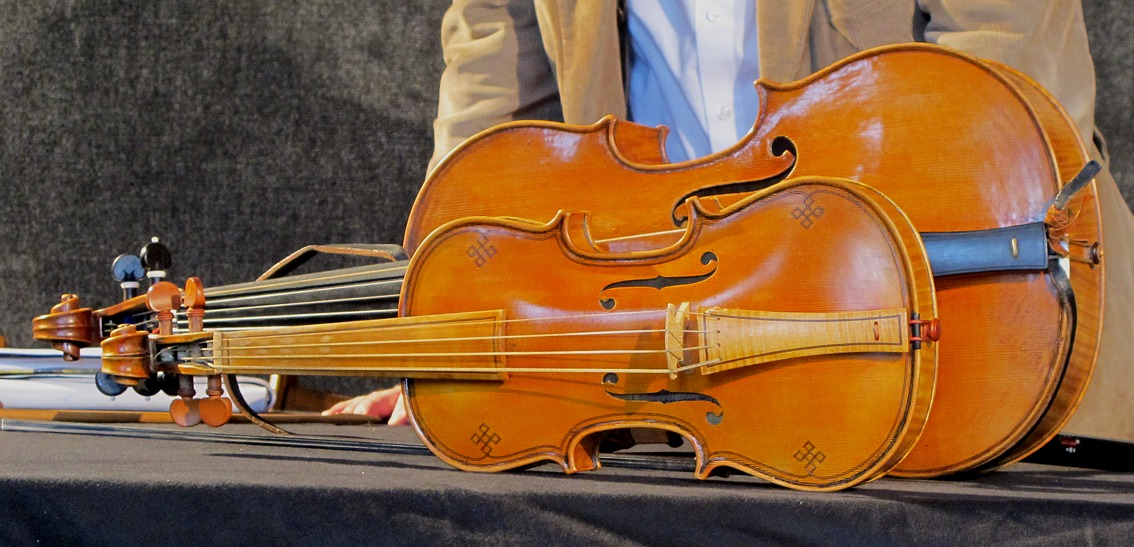
Violoncello da spalla im Größenvergleich zu einer frühbarocken Violine

Heute wird die Viola pomposa (ebenso wie die gleichgestimmte Viola da spalla) selten gespielt. Der belgische Barockgeiger und Dirigent Sigiswald Kuijken ließ 2003 von dem Geigenbauer und Musiker Dmitry Badiarov einen Nachbau des sogenannten Violoncello da spalla entwickeln, den er und zahlreiche andere Musiker, nach mehreren erfolgten Verbesserungen, in verschiedenen Bachwerken, in Solosuiten für Violoncello und zahlreichen Cellokonzerten erfolgreich einsetzen.